# Quiindy
Quiindy è una città del Paraguay, situata nel dipartimento di Paraguarí, ad una distanza di circa 103 km dalla capitale del paese, Asunción; forma uno dei 17 distretti del dipartimento.

## Popolazione
Al censimento del 2002 la località contava una popolazione urbana di 4.522 abitanti (18.431 nel distretto).

## Caratteristiche
Fondata nel 1733, la città è una delle più antiche dell'intero distretto. Nelle sue vicinanze si trova la riserva naturale del lago Ypoá, accessibile dalla frazione di Valle Apuá attraverso una lunga strada sterrata.

## Economia

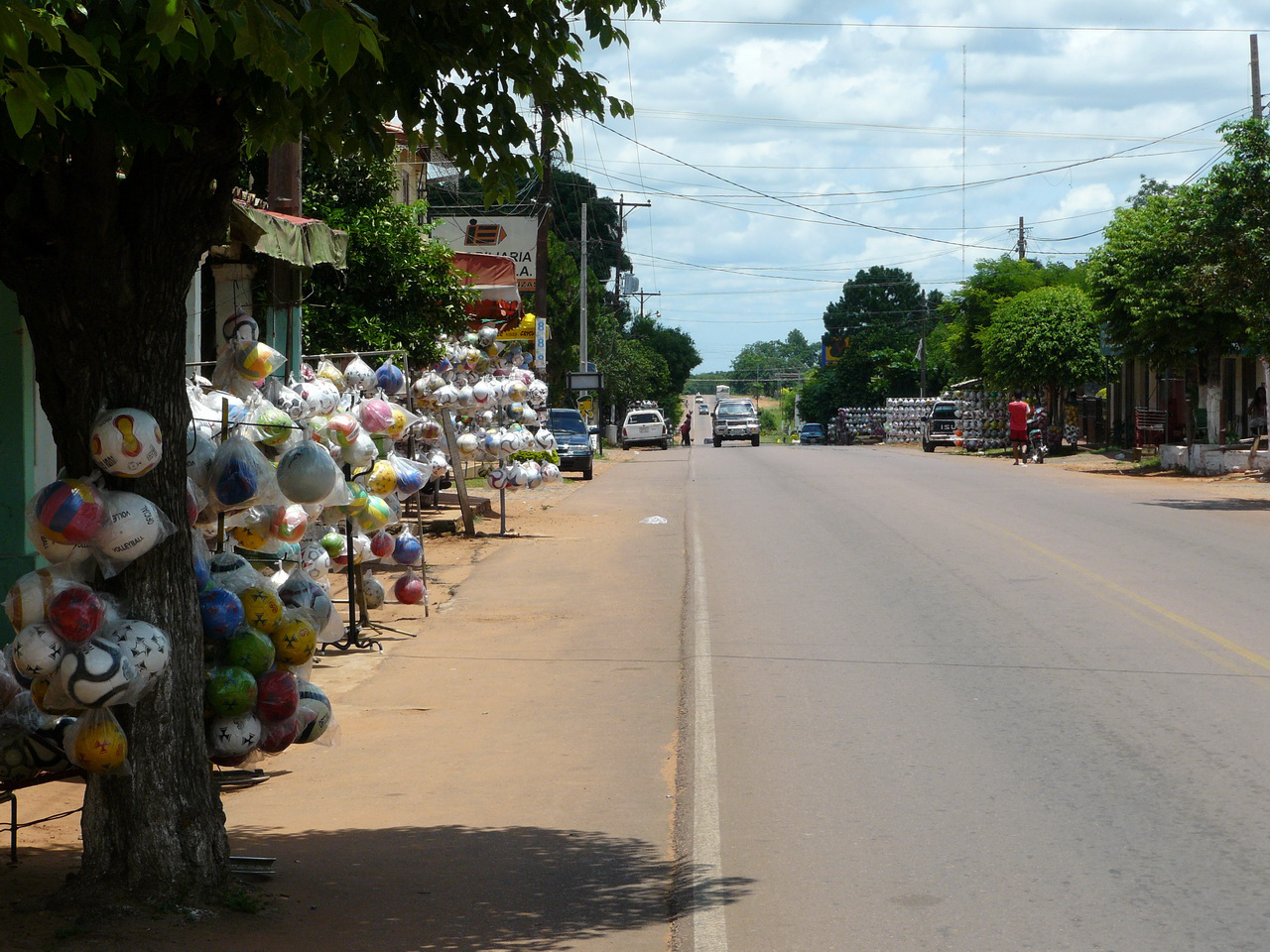
Palloni in mostra sulla strada principale

Quiindy è famosa nel paese per la produzione artigianale di palloni da calcio in cuoio e in materiale sintetico, attività che occupa qualche migliaio di persone. Si praticano inoltre l'allevamento e l'agricoltura.